# Chad Villella
Chad M. Villella, född 12 februari 1977 i Punxsutawney i Pennsylvania, är en amerikansk producent, manusförfattare, regissör och skådespelare. Han är medgrundare av de bägge filmkollektiven Chad, Matt & Rob och Radio Silence. Han har varit delaktig i filmer som V/H/S, Devil's Due, Southbound, Ready or Not, Scream 5, och Scream VI. År 2024 är han en av producenterna, på Universal Studios monsterskräckfilm Abigail, som beräknas ha biopremiär i april månad.

## Filmografi (i urval)

### Filmer
- 2012 – V/H/S
- 2014 – Devil's Due
- 2015 – Southbound
- 2019 – Ready or Not
- 2022 – Scream (även känd som Scream 5)
- 2023 – Scream VI
- 2024 – Abigail